# Зак Рид
Зак Рид (енгл. Zac Reid; Њу Плимут, 28. јануар 2000) новозеландски је пливач чија специјалност су трке слободним стилом на дужим деоницама. 

## Спортска каријера
Рид је први значајнији успех у каријери постигао 2016. на националном првенству у малим базенима, где је освојио три златне медаље у тркама на 200, 400 и 1.500 метара слободним стилом. Шест месеци касније, на Јуниорским играма комонвелта које су одржане у граду Насауу на Бахамима, освојио је златну медаљу у трци на 1.500 слободно, што је било његово прво одличје освојено на неком од међународних такмичења. Значајан успех је остварио и на Олимпијским играма младих у Буенос Ајресу 2018, где је заузео високо седмо место у финалу трке на 1.500 метара слободним стилом. 
На светским првенствима је дебитовао у корејском Квангџуу 2019, где се такмичио у три дисциплине. У трци на 400 слободно је заузео 18, односно 20. место на двоструко дужој деоници, и ни у једној од те две трке није успео да прође кроз квалификације. Пливао је и за штафету Новог Зеланда у трци на 4×200 слободно заједно са Метјуом Стенлијем, Данијелом Хантером и Луисом Клербуртом. Новозеландска штафета је у квалификацијама испливала време новог националног рекорда 7:13,06 минута, што је било довољно за 14. место.